# Neu-Eichenberg
Neu-Eichenberg är en kommun i Werra-Meissner-Kreis i Regierungsbezirk Kassel i förbundslandet Hessen i Tyskland.
Kommunen bildades 1 februari 1971 genom en sammanslagning av de tidigare kommunerna Berge, Eichenberg, Hebenshausen, Hermannrode och Marzhausen.